# اپوزیسیون وفادار
اپوزیسیون وفادار در سیاست به مفاهیم سیاسی خاصی گفته می‌شود که به احزاب اپوزیسیون یک نظام سیاسی خاص مربوط می‌شود. در بسیاری از نظام‌های حکومتی پارلمانی به سبک وست مینستر، اپوزیسیون وفادار مؤید این است که احزاب غیرحاکم با اقدامات کابینه مستقر مخالف هستند و در عین حال به منبع یا منابع رسمی قدرت حکومت، مانند پادشاه یا قانون اساسی وفادار می‌مانند. برعکس، در دولت‌های استبدادی و توتالیتر که زیر نمای دموکراسی چند حزبی عمل می‌کنند، احزاب اپوزیسیون وفادار - علیرغم ادعای ظاهری مخالفت با اقدامات حزب حاکم - در عمل به عنوان اقمار آن عمل می‌کنند.

## اپوزیسیون وفادار در رژیم‌های استبدادی
راهی برای مشروعیت بخشیدن به حکومت‌های خودکامه، ایجاد ظاهر صوری یک سیستم دموکراتیک رقابتی است. از آنجایی که این امر به‌طور طبیعی مستلزم احزاب اپوزیسیون است، این احزاب یا باید به قدری از نظام سیاسی دور نگاه داشته شوند که نتوانند به‌طور معناداری در آن شرکت کنند (مانند جنبش دموکراتیک برزیل در سال‌های اولیه دیکتاتوری نظامی در برزیل)، یا اینکه یک حزب باشندکه مخالفتش فقط به صورت نامی است.
نمونه ای از ترتیبات اخیر ازبکستان است که در آن همه احزاب سیاسی قانونی موظف به حمایت از رژیم رئیس‌جمهور شوکت میرضیایف و رئیس‌جمهور سابق اسلام کریم اف هستند. از آنجایی که هیچ ائتلاف رسمی واحدی وجود ندارد که همه آنها را متحد کند (بنابراین، آنها به‌طور نامی با یکدیگر رقابت کردند)، احزاب غیرحکومتی را می‌توان به عنوان یک اپوزیسیون وفادار در نظر گرفت.

## مخالفان وفادار در معنای سیستم وستمینستر
این عبارت از جان هابهاوس گرفته شده‌است که اپوزیسیون وفادار اعلیحضرت را در سال ۱۸۲۶ در بحثی در پارلمان بریتانیا بیان کرد. هدف از آن نشان دادن این بود که اعضای پارلمان در مجلس قانونگذاری یک کشور ممکن است با سیاست‌های دولت مستقر - که معمولاً شامل نمایندگان پارلمان از حزبی است که بیشترین کرسی‌ها را در مجلس قانونگذاری منتخب دارند - مخالفت کنند و در عین حال احترام خود را به مقام بالاتر دولت و دولت حفظ کنند. چارچوب بزرگتری که دموکراسی در آن عمل می‌کند؛ بنابراین این مفهوم مخالفت لازم برای یک دموکراسی کارآمد را بدون ترس از متهم شدن به خیانت مجاز می‌سازد.